# Неграши
Неграши (укр. Неграші) — село, входит в Киево-Святошинский район Киевской области Украины.
Население по переписи 2001 года составляло 442 человека. Телефонный код — +380 4598. Занимает площадь 1,412 км².

## Местный совет
08125, Київська обл., Києво-Святошинський р-н, с. Музичі, вул. Ватутіна, 1  (укр.)